# Ko San
Dans ce nom coréen, le nom de famille, Ko, précède le nom personnel.
Ko San (en hangeul 고산), né le 19 octobre 1976 à Pusan, a été l'un des deux candidats pour devenir le premier spationaute sud-coréen.

## Biographie
Le père de Ko San est mort alors qu'il était encore enfant. Lui et sa sœur ont été élevés par leur mère.
Après s'être spécialisé en chinois à la Hanyoung Foreign Language High School, Ko a étudié les mathématiques à l'Université nationale de Séoul.
Il a obtenu une médaille de bronze à un tournoi national de boxe amateur en 2004 et la même année a gravi et atteint le sommet d'une montagne de 7546 mètres de haut dans la province chinoise du Xinjiang, le Mustagh Ata.

## Spationaute
Ko fut l'un des deux finalistes avec Yi So-yeon, sélectionnés le 25 décembre 2006, qui étaient en compétition pour devenir le ou la premier(e) astronaute coréen(ne) en volant à bord de la mission russe Soyouz TMA-12 vers la station spatiale internationale en avril 2008.

### Remplacé pour cause d'espionnage
Alors qu'il avait été choisi, le 11 mars 2008, il a été décidé de le remplacer, en raison de ruptures répétées du protocole d'entraînement.
La décision a été formellement adoptée par le ministère sud-coréen des Sciences et des Technologies, bien que la pression exercée par la Russie y soit également pour quelque chose.
« La décision de remplacer l'astronaute a été prise par la partie coréenne, mais c'est nous qui l'avions demandé », a déclaré Anatoli Perminov, le directeur de l'Agence spatiale fédérale russe. « Ko San a plusieurs fois violé les instructions concernant la confidentialité des documents, en les emportant hors du centre d'entraînement et en ne réagissant pas aux avertissements que nous lui avons faits. Nous avons alors décidé de faire preuve de sévérité ».
« Je ne crois pas qu'il soit un espion, poursuit M. Perminov. Un espion aurait agi en professionnel, tandis que lui voulait juste gagner un peu d'argent. La partie coréenne a pris une sage décision. Nous avons beaucoup de projets en commun, et nous n'avons aucun intérêt à aggraver nos relations après les élections présidentielles qui ont eu lieu dans les deux pays ».
Le 8 avril 2008, c'est donc Yi So-yeon qui devient la première personne de nationalité sud-coréenne dans l'espace.